# Władysław Garbaty
Władysław (Włodko) Garbaty (Garbacz) (ur. między 1303 a 1305, zm. w 1351 lub 1352) – książę dobrzyński w latach 1312–1327/1328 i od 1343 (początkowo do 1316 pod opieką matki, zaś do 1328 razem z bratem), książę łęczycki w latach 1327/1328–1352.

## Życiorys
Władysław był drugim pod względem starszeństwa synem księcia dobrzyńskiego Siemowita i Anastazji halickiej (jeśli uznać autentyczność brata, Leszka). Wcześnie osierocony przez ojca do 1316 znajdował się pod opieką matki i stryja Władysława Łokietka.
W 1316 r. zawarł porozumienie z biskupem płockim Florianem o płaceniu dziesięciny, dzięki czemu z rodziny została zdjęta nałożona w 1310 kara ekskomuniki. Po usamodzielnieniu panował w księstwie dobrzyńskim razem z młodszym bratem Bolesławem i był wiernym wykonawcą polityki Władysława Łokietka, którego zwierzchnictwo uznał. Odtąd bracia starali się prowadzić politykę przyjazną względem Kościoła i w 1323 ufundowali szpital bożogrobców w Rypinie. W roku 1332 nadał kilka wsi w tym również wieś o nazwie Lodza (późniejsze od 1423 r. miasto Łódź) w wieczyste posiadanie biskupom kujawskim.
Na przełomie 1327 i 1328, wobec zagrożenia księstwa ze strony zakonu krzyżackiego, król polski zaproponował zamianę rodowych posiadłości na księstwo ze stolicą w Łęczycy. Od 1328, po śmierci brata Bolesława, Władysław przejął pełnię władzy. W 1343 w wyniku pokoju kaliskiego Władysław powrócił do księstwa dobrzyńskiego (tak pewnie stanowiła umowa z przełomu 1327/1328). Ziemia łęczycka z woli króla Kazimierza Wielkiego została w jego panowaniu dożywotnio.
Siedzibą księcia były Bobrowniki. Tu wydawał dokumenty, m.in. lokację miasta Rypin (1345) i Lipno (1349).
Książę dobrzyński był żonaty z nieznaną bliżej Anną, z którą nie dochował się potomstwa. Zmarł w 1351 lub 1352. Nie wiadomo, gdzie został pochowany. Po jego śmierci księstwo dobrzyńskie zostało połączone z Królestwem Polskim.